# Jim Petro

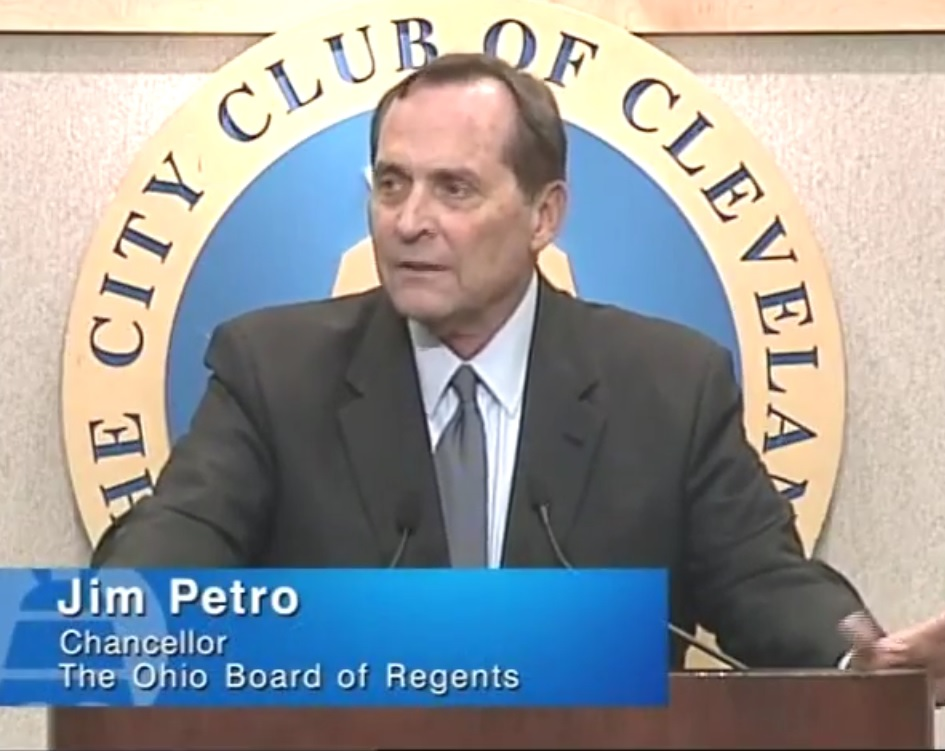
Jim Petro, 2013

James M. „Jim“ Petro (* 25. Oktober 1948 in Brooklyn, New York) ist ein US-amerikanischer Jurist und Politiker der Republikanischen Partei. Er war von 1995 bis 2003 Auditor of State von Ohio und von 2003 bis 2007 Attorney General von Ohio.

## Werdegang
James M. Petro, Sohn von Lila Helen Janca und William John Petro, wurde ungefähr drei Jahre nach dem Ende des Zweiten Weltkrieges in New York City geboren. Über seine Jugendjahre ist nichts bekannt. Er machte 1970 seinen Bachelor in Geschichte an der Denison University in Granville (Ohio) und 1973 seinen Juris Doctor an der Case Western Reserve University in Cleveland (Ohio). Seine Zulassung als Anwalt folgte 1973 in Ohio und 1974 am United States District Court for the Northern District of Ohio. Außerdem hat er jeweils eine Zulassung als Anwalt am 6. Gerichtsbezirk des United States Court of Appeals und am Supreme Court of the United States Court.
Von Juni 1971 bis August 1973 war er als Special Assistant von US-Senator William B. Saxbe aus Ohio tätig. Danach war er von August 1973 bis August 1974 stellvertretender Staatsanwalt im Franklin County (Ohio). Petro war von August 1974 bis August 1975 Assistant Director of Law in der City of Cleveland. Im Januar 1975 gründete er mit einem anderen Anwalt eine Kanzlei (Petro & Troia), welche er bis Mai 1984 betrieb. Von Mai 1984 bis Februar 1986 war er Direktor für Government Affairs bei The Standard Oil Company in Ohio. Petro war dann von Januar 1986 bis April 1993 Partner bei Petro, Rademaker, Matty & McClelland. Während dieser Zeit saß er von Januar 1987 bis Januar 1991 im Repräsentantenhaus von Ohio. Im Februar 1991 wurde er Kommissar im Cuyahoga County – ein Posten, welchen er bis Januar 1995 innehatte. Ferner war er von April 1993 bis Januar 1995 Partner bei Buckingham, Doolittle & Burroughs, LLP. Petro wurde 1994 zum Auditor of State von Ohio gewählt und 1998 wiedergewählt. 2002 wurde er zum Attorney General von Ohio gewählt. 2004 nahm er als Delegierter und 2008 als Ersatzmann an den Republican National Conventions teil. Er kandidierte 2006 für eine republikanische Nominierung für das Amt des Gouverneurs von Ohio, erlitt aber eine Niederlage gegenüber dem Secretary of State von Ohio Ken Blackwell. Von Januar 2007 bis September 2009 war er Principal bei Waite, Schneider, Bayless & Chesley. Gouverneur John Kasich berief ihn im März 2011 zum Chancellor im Ohio Board of Regents. Er bekleidete den Posten bis Februar 2013. Seit Februar 2013 ist er als Rechtsanwalt, Advocate und Mediator bei N. & J. Petro tätig und seit August 2014 als Of counsel bei Shumaker, Loop & Kendrick, LLP. Ferner ist ein Mitglied der Lambda Chi Alpha.

## Auszeichnungen
- 1998: Ehrendoktor in Public Administration von der Denison University
- 2000: Ehrendoktor in Public Administration von der University of Toledo

## Trivia
Als erster Attorney General setzte Petro sich 2005 zu Gunsten des Innocence Project ein. Seine Bemühungen führten 2006 zu der Freilassung von Clarence Elkins wegen erwiesener Unschuld, der 1998 wegen Mordes und Vergewaltigung an seiner Schwiegermutter sowie Körperverletzung und Vergewaltigung an seiner sechsjährigen Nichte verurteilt worden war.
Petro war 40 Jahre lang Raucher, als bei ihm 2009 Kehlkopfkrebs diagnostiziert wurde. Nach einer Chemo- und Strahlentherapie konnte er sich davon erholen. Er behielt aber danach eine raue Stimme.
Seinen Widerstand gegen gleichgeschlechtliche Ehen gab er auf, nachdem seine Tochter Corbin ihre Lebensgefährtin Jessica Clare Gelman, Vizepräsidentin der New England Patriots, 2012 in Massachusetts geheiratet hatte. Von ihrer Homosexualität hatte Corbin ihren Eltern 1zwölf Jahre zuvor, im Jahr 2000 erzählt, als sie 20 Jahre alt war.